# Dravit
Dravit är ett mineral som ingår i turmalingruppen.
Namnet är myntat på 1800-talet efter en fyndplats i dalen kring Drava, en av Donaus bifloder.
Kristallen bildar tresidiga prismor, vars ändar kan vara antingen plana eller avslutas som en pyramid. Sällsynt kan sex tresidiga prismor smälta samman till hexagonal form. Dravit bildar serie med dels elbait dels med schörl så att det finns övergångsformer till andra turmaliner med en kemisk sammansättning mellan dessa ändled.

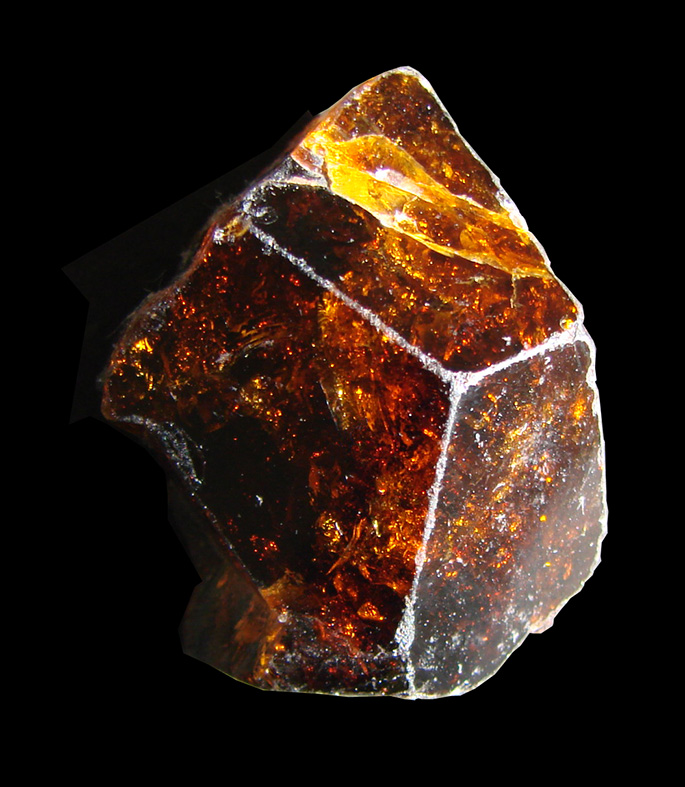
Dravit

Vanligen överstiger storleken inte 2 cm. Den största funna är 10 cm 
Transparens: Hela skalan genomskinlig—genomlysande—ogenomskinlig.
Fluorescens: Gul/orange vid UV-bestrålning 
Dravit är inte radioaktivt.
Hälsoeffekter: uppgift saknas.
I Sverige har dravit hittats på följande platser:
- Långban, Filipstad
- Håkansboda, Lindesberg
- Sala silvergruva
- Västanå järngruva, Bromölla